# Wormrot
Wormrot je singapurski grindcore sastav osnovan 2007. godine.

## Povijest sastava
Sastav je osnovan nakon što su njegovi osnivači odslužili obavezne dvije godine vojnog roka u singapurskoj vojsci. Nakon nekoliko demoalbuma, prvi studijski album Abuse objavljuju 2009. godine. Iste godine, preko bloga Invisible Oranges, otkriva ih Digby Pearson, osnivač diskografske kuće Earache Records za koju ubrzo potpisuju te je njihov prvi album ponovno objavljen u Europi i SAD-u 2010. godine. Njihov drugi album nazvan Dirge iz 2011. godine dobio je odlične kritike na portalu Allmusic, kao i kod ostalih glazbenih kritičara. Nakon duže turneje po SAD-u te dvije europske između 2011. i 2012. godine, sastav objavljuje da privremeno prekidaju s radom te da će za to vrijeme pripremati materijal za svoj treći album. U listopadu 2016. godine objavljuju svoj zasada posljednji album Voices te snimaju spot za pjesmu "Fallen into Disuse".

## Postava sastava
Trenutačna postava
- Rasyid - gitara (2007. – 2012., 2013.-danas)
- Arif - vokal (2007. – 2012., 2013.-danas)
- Vijesh - bubnjevi (2015.-danas)

Bivši članovi
- Fitri - bubnjevi (2007., 2008. – 2015.) prateći vokal (2009.)
- Halim Yusof - bas-gitara (2007.)
- Rasid A. Said - bubnjevi (2007.)
- Ibrahim - bubnjevi (2008.)

## Diskografija
Studijski albumi
- Abuse (2009.)
- Dirge (2011.)
- Voices (2016.)

EP-ovi
- Dead (2008.)
- Decibel Flexi Series (2011.)
- Noise (2011.)

Split albumi
- Diseptic / Wormrot (2008.)
- Wormrot / I Abhor (2010.)
- Thrashcore Ball VI (2012.)

## Vanjske poveznice
- Službena Facebook stranica